# Царевна Несмеяна
Царевна Несмеяна — сюжет русских, украинских и белорусских народных сказок о царевне, которая «никогда не улыбалась, никогда не смеялась, словно сердце её ничему не
радовалось». Русских вариантов — 14, украинских — 8, белорусских — 5.
В сборнике Александра Афанасьева «Народные русские сказки» опубликована под № 297.

## Мотивы
Сказка относится к так называемым волшебным сказкам. В указателе сказочных сюжетов указана под номером 559 «Несмеяна-царевна»: никогда не смеётся; отец обещает её руку тому, кто её рассмешит; это удается «дурню»; знатный жених терпит поражение.
Восточнославянские сказки отражают ментальную черту народа — любовь к свободе и простоте: царевна, живя во дворце (в своей «золотой клетке»), несчастна, а возвращает ей радость жизни («счастье») парень-«простодыра», неотягощённый жаждой богатства и славы.
Заставить принцессу/царевну смеяться или улыбаться — это распространённый сказочный мотив. Этот сюжет есть в «Младшей Эдде», в сборнике новелл итальянского писателя Джованни Серкамби, и в «Пентамероне» Джамбаттиста Базиле. Встречаются сказки о Несмеяне и в фольклоре латышей, башкир, татар. Аналогичный сюжет есть и в эстонском фольклоре.
Кульминация сказок «Золотой гусь» и «Волшебный лебедь» состоит в том, что гусь или лебедь заставляют других персонажей прилипнуть друг к другу, что вызывает первый смех у принцессы, в результате чего она выходит замуж. В сказке «Перуонто», входящей в цикл сказок Джамбаттисты Базиле, этот мотив сочетается с проклятием, заставляющим принцессу, посмеявшуюся над колдуном, выйти замуж.
В. Я. Пропп доказал, что древнейший смысл этого сюжета связан с ритуальной ролью смеха в древних обрядах.

## Сюжет
Жила однажды царевна, которая никогда не улыбалась и не смеялась. Её отец обещал, что тот, кто вызовет у неё улыбку, сможет жениться на ней, и многие пытались, но никому не удалось.
На другом конце города честный работник трудился на своего хозяина. В конце года хозяин положил мешок с деньгами перед ним и сказал ему взять столько, сколько он хотел. Чтобы не жадничать, работник взял только одну монету, и, когда он пошел пить из колодца, то уронил монету и потерял её. В следующем году то же самое случилось с ним. На третий год работник взял опять одну монету, но когда он пил из колодца, то не потерял свою монету, и две другие монеты выплыли к нему. Он решил посмотреть мир. Мышь попросила у него милостыни; он дал ей монету. Затем он сделал то же самое для жука и сома.
Он пришел к замку и увидел царевну, которая глядела на него. Это поразило его, и он упал в грязь. Мышка, жук и сом пришли ему на помощь, и глядя на них, царевна рассмеялась. Она указала на него, и когда его привели во дворец, он превратился в красивого мужчину. Честный труженик, теперь красавец, женился на царевне.

## Авторские пересказы
К сюжету обращались писатели — например, Божена Немцова в сказке «Мудрый ювелир» и Алан Милн в сказке «Принц-кролик». В 1838 году поэтесса Александра Фукс по мотивам сказки опубликовала «Царевна-Несмеяна: народная русская сказка, переложенная в стихи для десятилетнего читателя Павла Александровича Жмакина», написанную в стиле романтизма. В 1936 году Елизавета Тараховская написала пьесу «По щучьему велению», в которой соединила четыре русские сказки — «По щучьему велению», «Царевна Несмеяна», «Плясовая гармонь» и «Емеля-дурачок». По этой пьесе кинорежиссёр Александр Роу снял в 1938 году фильм «По щучьему велению». Эта сказка до сих пор идёт во многих театрах России, включая Театр кукол им. С. В. Образцова.